# 日成ビルド工業
日成ビルド工業株式会社（にっせいビルドこうぎょう）は、石川県金沢市に本社を置くプレハブ建築、立体駐車場などの製造、販売、施工を行う企業である。2023年7月現在はスペースバリューホールディングス株式会社の完全子会社である。

## 沿革
- 1961年 -金沢市金石において森岡弘氏により 日成ビルド工業株式会社設立。
- 1978年 - 大阪証券取引所2部上場。
- 1991年 - 大阪証券取引所1部指定替え。
- 1996年 - 東京証券取引所1部上場。
- 2007年 - 大阪証券取引所上場廃止。東証一部単独上場となる。
- 2013年 - NB建設（旧・相鉄建設）を子会社化。
- 2016年 - 株式会社システムハウスアールアンドシー（旧：コマツハウス株式会社）を子会社とする[1]
- 2018年
  - 9月26日 - 東京証券取引所1部上場廃止。
  - 10月1日 - 日成ビルド工業株式の単独移転により、持株会社である株式会社スペースバリューホールディングスを設立。同時に日成ビルド工業はスペースバリューホールディングスの子会社となり、スペースバリューホールディングスが日成ビルド工業に代わり、東京証券取引所1部へ上場[2][3][4]。
- 2019年
  - 5月31日 - 日成ビルド工業が保有している子会社の株式を、スペースバリューホールディングスへ譲渡[5][6]。
  - 12月1日 - 株式会社NBネットワークスを吸収合併。

## 所在地
- 本社、本社生産センター - 石川県金沢市
- 福岡生産センター - 福岡県宗像市
- 東京生産センター - 埼玉県比企郡川島町
- 小山生産センター - 栃木県小山市
- 東北生産センター - 岩手県奥州市
- 江別生産センター - 北海道江別市

## グループ企業

### 国内
- 株式会社システムハウスR&C - 旧コマツハウス
- 株式会社NB建設北関東 - 旧小澤建設
- 株式会社NBパーキング
- 株式会社NBインベストメント
- 株式会社NBマネジメント

### 海外
- NISSEI BUILD ASIA PTE. LTD.（シンガポール）
- P-PARKING INTERNATIONAL PTE LTD（シンガポール） - シンガポールで駐車場運営・管理事業を展開している[7]
- SPACE VALUE(THAILAND)CO.,LTD.（タイ）
- PCC-1 NISSEI TIC AUTO PARKING JOINT STOCK COMPANY（ベトナム） - ベトナム国営石油（Petrolimex)グループ会社、玉田工業との３社合弁で立体駐車場の販売、メンテナンスを行っている[8]
- EXCELLENCE PARKING SOLUTION SDN. BHD.（マレーシア）